# Штели, Грегор
Грегор Штели (нем. Gregor Stähli, род. 28 февраля 1968 года) — швейцарский скелетонист, чемпион мира и призёр Олимпийских игр.
Штели занимается скелетоном около двадцати лет. За это время он трижды побеждал на чемпионатах мира, семь раз становился призёром мировых первенств, дважды занимал третьи места на зимних Олимпийских играх 2002 и 2006, а также стал обладателем кубка мира в сезоне 2001-2002, победив на четырёх этапах. Завершил карьеру в сезоне 2009/2010 годов в 41 год.

## Призовые места на этапах кубка мира

### 1-е место
- 11 декабря 2005, Инсбрук, Австрия
- 10 ноября 2005, Калгари, Канада
- 9 декабря 2004, Инсбрук, Австрия
- 17 января 2003, Инсбрук, Австрия
- 17 декабря 2001, Лейк-Плэсид, США
- 14 декабря 2001, Калгари, Канада
- 21 ноября 2001, Инсбрук, Австрия
- 16 ноября 2001, Кёнигсзее, Германия
- 10 декабря 2000, Инсбрук, Австрия
- 9 февраля 1992, Лейк-Плэсид, США

### 2-е место
- 5 февраля 2009, Ванкувер, Канада
- 20 января 2006, Санкт-Мориц, Италия
- 26 ноября 2004, Винтерберг, Германия
- 29 ноября 2003, Калгари, Канада
- 17 января 2002, Санкт-Мориц, Италия
- 19 января 1993, Оберхоф, Германия
- 22 января 1992, Кортина-д’Ампеццо, Италия
- 11 января 1992, Кёнигсзее, Германия
- 3 февраля 1990, Инсбрук, Австрия

### 3-е место
- 17 января 2009, Санкт-Мориц, Италия
- 19 января 2007, Инсбрук, Австрия
- 27 января 2005, Санкт-Мориц, Италия
- 23 ноября 2002, Калгари, Канада
- 16 февраля 2001, Парк Сити, США
- 24 января 1993, Инсбрук, Австрия